# Camp del Carrer Indústria
O Camp del carrer Industria (em castelhano: Campo de la calle Industria), popularmente conhecido como La Escopidora, foi o primeiro estádio do FC Barcelona, anterior ao Camp de les Corts.
A capacidade do estádio era de 6.000 espectadores.
A equipe culé jogou neste estádio durante os anos de 1909 e 1922.

## Localização
La Escopidora situava-se entre as ruas Industria (atualmente calle París), Urgell, Villarroel e Londres. A entrada principal situava-se na calle Industria e uma entrada secundária para os sócios localizava-se na calle Urgell.

## História
La Escopidora possuia um campo de dimensões reduzidas, apesar de ser o primeiro campo artificialmente iluminado em Espanha.
Neste estadio o FC Barcelona conquistou 8 Campeonatos da Cataluña e 5 Copas do Rei, num período de 13 anos. Estes êxitos fizeram com que o estadio tornasse pequeno, uma vez que o clube ganhava cada vez mais torcedores. Assim, o então presidente Gamper mandou construir um novo estadio, o futuro Camp de les Corts, que foi inaugurado em 20 de maio de 1922, pondo assim um ponto final na historia do Camp del Carrer Indústria.